# 重慶虎溪電機工業
重慶虎溪電機工業有限責任公司，簡稱虎溪電機工業或重慶虎溪電機工業，中國兵器裝備集團旗下公司，位於中国重慶市，是在1969年成立，前身為虎溪電機工業廠。
主要業務生產直流驱动电机、直流执行电机、启动电机、发电机及吸尘泵、电磁离合器、增压风机、等电机电器生产制造方面有较强实力。具备从开发设计到机械加工、冲压、热处理、表面处理、锻造、焊接、电加工、总装、测试实验等较为完整的科研生产能力，并能根据用户要求进行各种微特电机电器研制生产。
現任董事長及總經理為江朝杰。

## 外部連結
- 重慶虎溪電機工業有限責任公司 （页面存档备份，存于）